# Helicobacter hepaticus
Helicobacter hepaticus (лат.) — вид бактерий из семейства Helicobacteraceae порядка Campylobacterales.
Имеет спиралевидную форму и одиночный биполярный, покрытый оболочкой жгутик. Геном Helicobacter hepaticus был секвенирован и имеет длину 1 799 146 оснований с 1875 кодирующими последовательностями.
Впервые бактерия была выделена из печени мышей с активным хроническим гепатитом. Также бактерии обитают на слизистой оболочке слепой и толстой кишок. Вызывает хронический гепатит у мышей, а также колоректальный рак и другие заболевания.